# Valentin Beniuc
Valentin Beniuc (n. 8 ianuarie 1956) este un politician din Republica Moldova, fost Ministru al Educației din Republicii Moldova, care a îndeplinit această funcție între august 2003 și aprilie 2005.

## Alte articole
- Guvernul Vasile Tarlev (1)